# Pseudoedaspis oreiplana
Pseudoedaspis oreiplana är en tvåvingeart som först beskrevs av Jean-Jacques Kieffer och Jorgenson 1910.  Pseudoedaspis oreiplana ingår i släktet Pseudoedaspis och familjen borrflugor. Inga underarter finns listade i Catalogue of Life.